# Ōtoyo
Ōtoyo (大豊町?) è una cittadina giapponese della prefettura di Kōchi.